# أيل المستنقع
أيل المستنقع أو أيّل البطائح (الاسم العلمي: Rucervus duvaucelii) نوع من الأيائل متوطنة في شبه القارة الهندية في شمال ووسط الهند، ومجموعتان معزولتان في جنوب غرب النيبال. انقرض هذا النوع من الأيائل من باكستان وبنغلاديش.